# ۱۴۲ (پیش از میلاد)
۱۴۲ (پیش از میلاد) ۱۴۲مین سال قبل از تقویم میلادی است.